# Альбертіна Агнеса Оранська
Альбертіна Агнеса Оранська (нід. Albertine Agnes van Oranje, 9 квітня 1634 — 26 травня 1696) — нідерландська принцеса з Оранської династії, донька штатгальтера Голландії Фредеріка Генріка Оранського та принцеси Амалії Сольмс-Браунфельської, дружина князя Нассау-Діца Віллема Фредеріка, матір князя Генріка Казимира II. Регентка Нассау-Діца, а також Фрісландії, Ґронінґена та Дренте у 1664—1679 роках.
Засновниця маєтку Ораньєвауд у Фрісландії та замку Оранієнштайн у Діці. Колекціонерка, покровителька мистецтв.

## Біографія

### Дитинство та юність
Альбертіна Агнеса народилась 9 квітня 1634 року в Гаазі. Вона була шостою дитиною та п'ятою донькою в родині штатгальтера Голландії, Зеландії, Утрехта, Гельдерна й Оверейссела Фредеріка Генріка Оранського та його дружини Амалії Сольмс-Браунфельської.

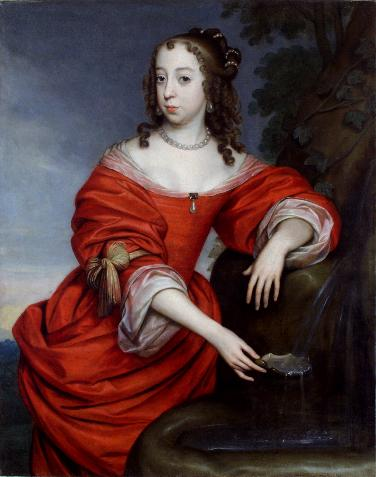
Портрет принцеси пензля Віллема ван Хонтхорста

 Мала старшого брата Віллема та сестер Луїзу Генрієтту й Єлизавету Шарлотту. Інші діти померли в ранньому віці до її народження. Згодом у неї з'явилися молодші сестри —  Генрієтта Катерина та Марія, менший брат помер немовлям.
Матір зробила двір у Гаазі європейським центром мистецтв, активно займалася політикою. На початку 1640-х Оранська династія уклала весільні союзи з британським та бранденбурзьким дворами. Тоді ж почали виникати перші шлюбні плани щодо Альбертіни Агнеси. Одним із претендентів на її руку був Віллем Фредерік Нассау-Діц, штатгальтер Фрісландії та граф Нассау-Діца, який дав своїй матері обіцянку одружитися з принцесою Оранською. Втім, Амалія хотіла переконатися, що немає більш привабливих кандидатур для доньки, якій ще не виповнилося десяти років.
Батько пішов з життя перед її 13-річчям. Матір заміж більше не виходила.
Віллем, який наслідував штатгальтерство, помер у 1650 році від віспи, й матір зайняла посаду регентки при його синові.

### Шлюбне життя
Альбертіна Агнеса до свого потенційного нареченого не мала особливих симпатій: уникала його, намагалася не дивитися та не подавати руку. Проте, у 1650 році той став також штатгальтером Ґронінґена та Дренте, й 18-річна Альбертіна Агнеса була видана за нього заміж. Віллему Фредеріку на той час вже виповнилося 38 років. Вінчання відбулося 2 травня 1652 року в Клеве.
Подружжя мало резиденції в Гаазі та Леувардені. Їхнє життя було значною мірою розділеним, ще не було дивиною у високо релігійних колах. Кожен мав власні покої, Альбертіна Агнеса також мала свій двір штатом 22 особи. Коли Віллем Фредерік їздив до Фрісландії, вона найчастіше залишалася в Гаазі. У своїх щоденниках штатгальтер зазначав, що дружина вважає своє становище надто високим для його двору та фрізького суспільства. Ймовірно, нерівний статус Віллема як графа до Альбертіни як принцеси також ускладнював шлюбні відносини разом зі значною різницею у віці. Втім, обоє поділяли інтерес до пієтизму. У 1654 році титул Віллема Фредеріка в Нассау-Діці було піднято до князя. Лише після цього в родині народився первісток. Всього у подружжя було троє дітей. Княгиня покровительствувала мистецтвам, замовляла в Амстердамі, Антверпені та Парижі предмети розкоші. Мала велику колекцію картин, у тому числі роботи Квентіна Массейса, Антоніса ван Дейка, Пітера Пауля Рубенса.
Після дванадцяти років шлюбу Віллем Фредерік раптово помер за кілька місяців після народження молодшої доньки.

### Регентство

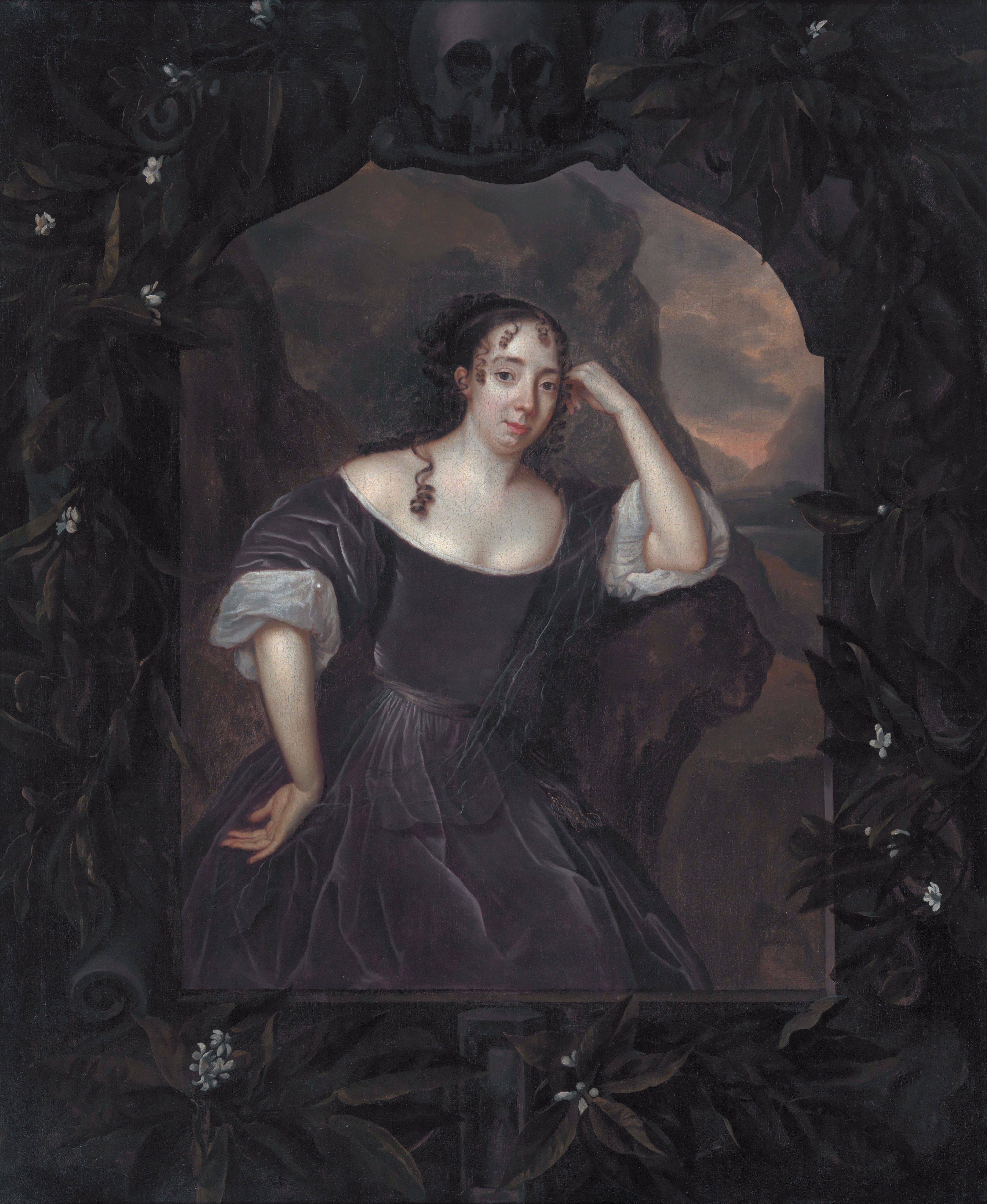
Портрет Альбертіни Агнеси пензля Яна Майтенса, близько 1665 року

Восени 1664 року Альбертіна Агнеса стала регенткою князівства Нассау-Діц, а також штатгальтерств Фрісландії, Ґронінґена та Дренте при своєму малолітньому синові. Офіційно, у шлюбному контракті княгині було оговорене це право лише щодо Нассау-Діца, на практиці, їй вдалося стати правителькою усіх володінь її чоловіка.
На чолі Об'єднаних Провінцій фактично стояв великий пенсіонарій Ян де Вітт. Наступного року Нідерландам оголосили війну Англія та її союзник, єпископ Мюнстера, яким був тоді Крістоф-Бернгард фон Ґален. Армія республіки перебувала не в найкращому стані, оскільки більшість грошей виділялась на фінансування флоту. Княгиня сама прибула до Гронінгена, який знаходився в облозі, аби підняти бойовий дух його захисників. Через тиск Людовика XIV, який підтримував Провінції, ворожі війська залишили країну. Кілька поразок на морі завдав англійцям голландський флот під командуванням Михіеля де Рюйтера. У липні 1667 року була підписана Бредська мирна угода.
У 1672 році вже французькі війська прагли загарбати Нідерланди. Їх підтримували Англія, єпископ Мюнстера та архієпископ Кельна Максиміліан Генріх Баварський. Альбертіні Агнесі вдалося організувати оборону. У липні штатгальтером провінцій Голландія, Зеландія, Утрехт, Гелдерланд та Оверейсел було обрано Віллема III. Яна де Вітта було вбито. На морі знову вдало діяв Михіель де Рюйтер. Однак, оскільки війська Людовіка XIV просувалися вперед, було наказано відкрити дамби. Французи вимушені були залишити облогу Гааги та Лейдена. Військо княгині, як і першого разу очолював Йоганн Моріц Нассау-Зігенський. Альбертіна Агнеса дозволила синові служити в армії під проводом Віллема III, однак стосунки між юнаками склалися напруженими. Княгиня намагалася примирити їй, однак її спроби не завжди були вдалими.
Вестмінстерський мир із Англією був підписаний у лютому 1674 року. Війна з Францією тривала до 1678 року. Восени 1678 року були підписані численні Німвегенські мирні договори.
Ще до цього, у 1676 році, Альбертіна Агнеса придбала собі землі поблизу Геренвена. Поруч із місцевими будівлями були розбиті красиві сади, що дало початок маєтку Ораньєвауд.

### Останні роки

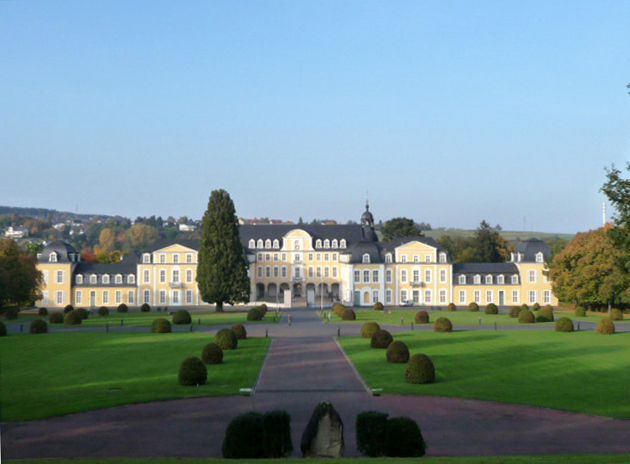
Замок Оранієнштайн

У 1684 році в Діці було завершено будівництво палацу Оранієнштайн, розпочате у 1672 році, після чого княгиня переїхала туди. В Діці вона заборонила катувати та спалювати відьом, проводити пивні поєдинки, заликала відвідувати церковні служби як у неділю, так і посеред тижня. Призначила районного лікаря та відкрила безкоштовну аптеку.
У лютому 1695 року померла її старша донька, а наприкінці березня 1696 року не стало сина. Переживши всіх своїх дітей та старшого онука, Альбертіна Агнеса пішла з життя у 62-річному віці в маєтку Ораньєвауд. Її поховали поруч із чоловіком у королівській крипті Великої церкви Леувардена.

## Родина

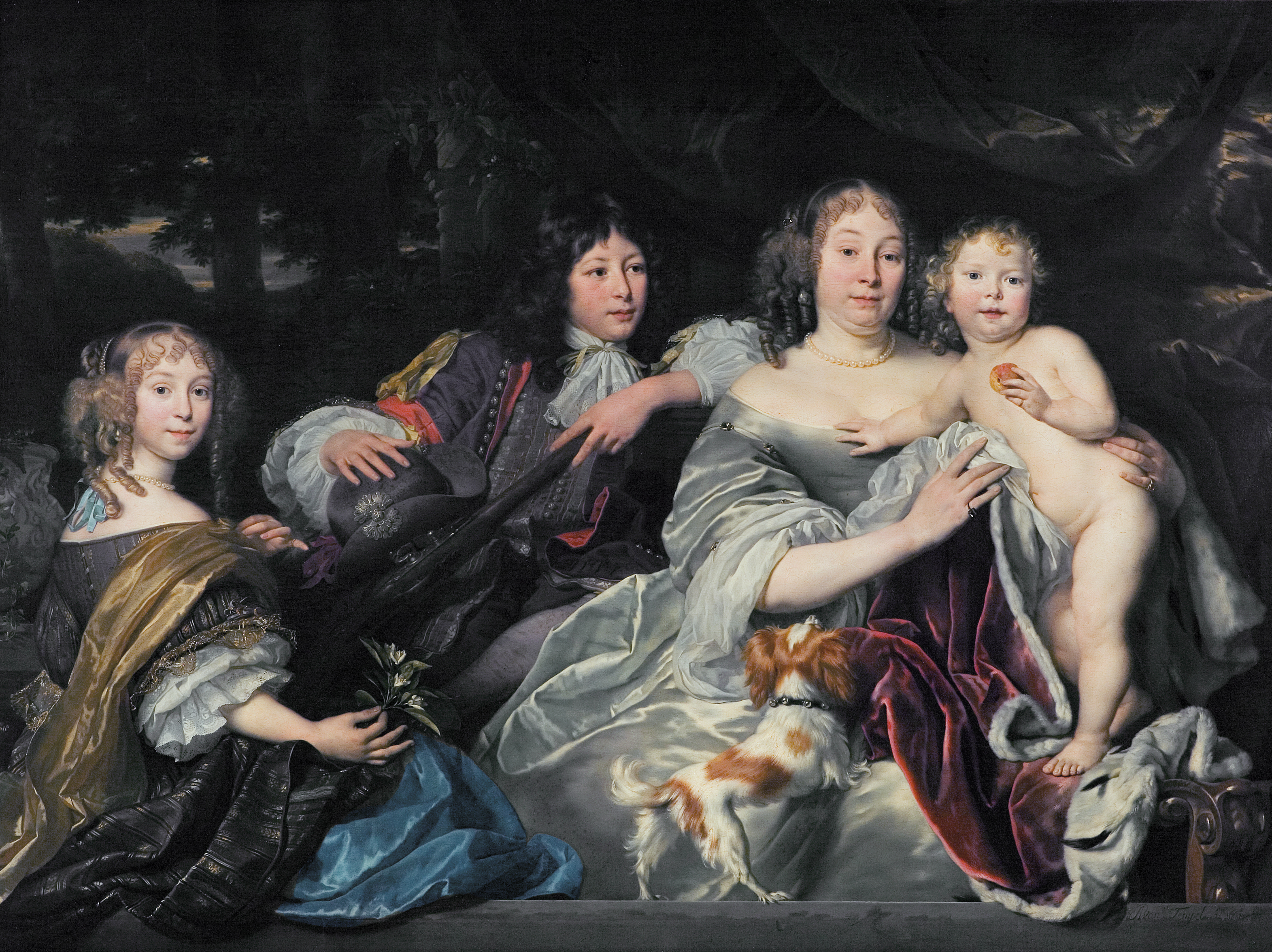
Альбертіна Агнеса з дітьми, портрет А. Л. ван ден Темпеля, 1668, Фрізький музей

Чоловік —  Віллем Фредерік Нассау-Дицький
Діти:
- Амалія (1655—1695) — дружина кронпринца Саксен-Айзенаху Йоганна Вільгельма, мала сина та доньку;
- Генрик Казимир ІІ (1657—1696) — наступний князь Нассау-Діца та штатгальтер Фрісландії, Ґронінґена та Дренте у 1664—1696 роках, був одружений із принцесою Ангальт-Дессау Генрієттою Амалією, мав дев'ятеро дітей;
- Вільгельміна Софія (1664—1667) — прожила 3 роки.